# 2B (album)
A 2B Péterfy Bori & Love Band együttes harmadik stúdióalbuma.

## Dallista
| #   | Cím | Hossz |
| --- | --- | ----- |
| 1.  | Szárnyas majom Írta: Tövisházi Ambrus, Tariska Szabolcs                                                    | 3:24  |
| 2.  | Felébredni egy szerelemből Írta: Tövisházi Ambrus, Tariska Szabolcs                                        | 3:45  |
| 3.  | Lassú kutya Írta: Tövisházi Ambrus, Tariska Szabolcs                                                       | 3:54  |
| 4.  | Soha többet ne mondd nekem, hogy három Írta: Szűcs Krisztián                                               | 3:01  |
| 5.  | Csináld jobban Írta: Péterfy Bori, Lovasi András                                                           | 3:23  |
| 6.  | Téged nem (elszállt) Írta: Péterfy Bori, Tövisházi Ambrus, Tariska Szabolcs                                | 4:41  |
| 7.  | Zombi (elszállt) Írta: Tövisházi Ambrus, Hujber Szabolcs , Hujber Szabolcs , Laskai Viktor , Mészáros Ádám | 3:20  |
| 8.  | Tűsarok Írta: Péterfy Bori, Tövisházi Ambrus                                                               | 4:42  |
| 9.  | Egészen közel (Minda Endrével) Írta: Polgár László                                                         | 2:58  |
| 10. | Macskanő Írta: Tövisházi Ambrus, Tariska Szabolcs                                                          | 3:54  |
| 11. | Oroszlán a hóban Írta: Tövisházi Ambrus, Tariska Szabolcs                                                  | 4:01  |
| 12. | Kettő Írta: Tövisházi Ambrus, Hujber Szabolcs                                                              | 4:52  |